# Заруднев, Степан Степанович
Степан Степанович Заруднев (1902, Августовка, Самарская губерния — 3 ноября 1943, Днепропетровская область) — младший сержант Рабоче-крестьянской Красной армии, участник Великой Отечественной войны, Герой Советского Союза (1943).

## Биография
Родился в 1902 году (по другим данным — в 1909 году) в деревне Августовка (ныне Большечерниговский район Самарской области).
Окончил начальную школу. Проживал в городе Байрам-Али Марыйской области Туркменской ССР, работал завхозом в районной больнице.
В 1941 году Байрам-Алийским РВК призван на службу в Рабоче-крестьянскую Красную армию. С марта 1943 года — на фронтах Великой Отечественной войны. К октябрю 1943 года младший сержант Степан Заруднев командовал орудием 2-й батареи 671-го артиллерийского полка 213-й стрелковой дивизии 7-й гвардейской армии Степного фронта. Отличился во время битвы за Днепр.
12—15 октября 1943 года в боях на плацдарме на западном берегу Днепра в районе села Днепровокаменка Верхнеднепровского района Днепропетровской области Украинской ССР расчёт Заруднева находился в боевых порядках стрелковых частей и активно участвовал в отражении немецких контратак. В тех боях расчёт уничтожил 2 танка «Тигр», 4 автомашины с пехотой, более 50 вражеских солдат и офицеров.
Указом Президиума Верховного Совета СССР от 26 октября 1943 года за «успешное форсирование реки Днепр, прочное закрепление и расширение плацдарма на западном берегу реки Днепр и проявленные при этом отвагу и геройство» младший сержант Степан Заруднев был удостоен высокого звания Героя Советского Союза. Орден Ленина и медаль «Золотая Звезда» он получить не успел, так как 3 ноября (по другим данным — 31 октября) 1943 года погиб в бою. Похоронен в селе Красное Криворожского района Днепропетровской области.

## Награды
- Медаль «Золотая Звезда» (26.10.1943);
- Орден Ленина (26.10.1943);
- Медаль «За отвагу» (10.07.1943).